# زاوية سيدي ادريس (أولاد توك)
زاوية سيدي ادريس هو دُوَّار يقع بجماعة سور العز، إقليم قلعة السراغنة، جهة مراكش آسفي في المملكة المغربية. ينتمي الدوّار لمشيخة أولاد توك التي تضم 10 دواوير. يقدر عدد سكانه بـ 406 نسمة حسب الإحصاء الرسمي للسكان والسكنى لسنة 2004.

## روابط خارجية
- البوابة الوطنية للجماعات الترابية نسخة محفوظة 12 مارس 2018 على موقع واي باك مشين.
- المندوبية السامية للتخطيط